# Iftikhar Muhammad Chaudhry

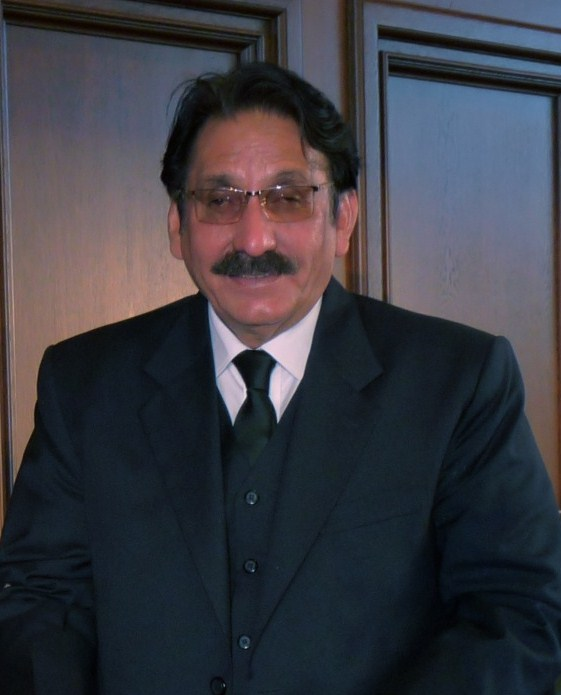
Iftikhar Muhammad Chaudhry

Iftikhar Muhammad Chaudhry (Urdu افتخار محمد چوہدری‎; * 12. Dezember 1948 in Quetta) war der 20. Oberrichter (Chief Justice) von Pakistan. Er präsidierte den Obersten Gerichtshof Pakistans von 2005 bis 2007 und nach seiner Wiedereinsetzung von 2009 bis 2013 bis zur Erreichung des Rentenalters.

## Berufliche Karriere

### Juristische Ausbildung und Tätigkeit
Chaudhry studierte an der Jamshoro-Sindh und schloss mit den Graden Bachelor of Arts und Bachelor of Laws (LLB) ab. Er trat dem Anwaltsverband 1974 bei. 1976 wurde er Anwalt am Hohen Gericht und wurde als Anwalt des Höchsten Gerichts 1985 zugelassen. 1989 wurde er zum Generalstaatsanwalt in Balochistan ernannt und wurde später als zusätzlicher Richter am Hohen Gericht von Balochistan tätig. Er war an diesem Gericht von 6. November 1990 bis 21. April 1999 Richter. Am 4. Februar 2000 wurde er zum Richter am Obersten Gerichtshof ernannt.

### Erste Amtszeit als oberster Richter (2005–2007)
Am 7. Mai 2005 ernannte ihn Präsident Pervez Musharraf zum Präsidenten des Obersten Gerichtshofes. Unter seiner Leitung beurteilte das Gericht 2006 die Privatisierung der staatlichen Steel Mills als überhastet und rechtswidrig. Ebenfalls untersuchte das Gericht eine Affäre über verschwundene Belutschen und islamistischen Aktivisten. Dies missfiel Musharraf und er setzte Chaudhry am 9. März 2007 als Präsidenten des Obersten Gerichtshofes ab. Das Gericht setzte daraufhin am 9. Juli 2007 seinen entlassenen Chef selbst wieder ein. Seiner Ansicht nach war die Suspendierung nicht rechtmäßig. Chaudhry durfte seine Funktion wieder ausüben, der Regierung wurde außerdem für die Einreichung falscher Anschuldigungen ein Bußgeld von 100.000 Rupien auferlegt. Es war der erste Fall einer gerichtlichen Aufhebung einer durch den Präsidenten verfügten Absetzung in der Geschichte Pakistans.
Nach der Verhängung des Ausnahmezustands im November 2007 wechselte der Militärmachthaber Musharraf auch, zum zweiten Mal, Chaudhry aus. Damit wurde er einen seiner schärfsten Widersacher los. Als Nachfolger von Chaudhry wurde noch gleichentags Abdul Hamid Dogar vereidigt. Chaudhry wurde von Sicherheitskräften de facto unter Hausarrest gestellt. Er und sechs weitere Richter hätten sich geweigert, der Anordnung Musharrafs Folge zu leisten. Zuvor hatte der Oberste Gerichtshof, der sich seit Monaten einen Machtkampf mit Musharraf lieferte, die Verhängung des mit der instabilen Lage im Land begründeten Ausnahmezustands für nichtig erklärt. Der Erlass sei „illegal“, entschied ein Gremium von sieben Richtern. Ein Regierungssprecher sagte jedoch, dies habe keine Bedeutung, da das Dekret zur Verhängung des Ausnahmezustands eine Klausel enthalte, nach der es durch eine juristische Instanz nicht anfechtbar sei. Das Gericht stand kurz vor der Eröffnung des Urteils, ob Musharraf bei der Präsidentenwahl Anfang Oktober überhaupt hätte antreten dürfen, weil er zugleich Armeechef war. Mit der Verhängung des Ausnahmezustands blieb Musharraf zunächst Armeechef und Präsident.

### Unterstützung durch die Bewegung der Anwälte (2008–2009)
Die Parlamentswahlen im Februar 2008 nach Benazir Bhuttos Tod konnten die Parteien der Opposition klar für sich entscheiden. Stärkste Partei wurde die PPP, gefolgt von der durch Nawaz Sharif geführten PML-N. Kurz darauf einigten sich beide Parteien auf eine Koalition. Am 24. März 2008 wählte das Parlament den PPP-Politiker und früheren Parlamentspräsidenten Yousaf Raza Gilani zum Premierminister. Dieser ordnete umgehend die Freilassung aller bei der Verhängung des Ausnahmezustandes im November 2007 inhaftierten oder unter Hausarrest gestellten Richter und Rechtsanwälte an. Der innenpolitisch schwer unter Druck geratene Präsident Musharraf erklärte am 18. August 2008 seinen Rücktritt, welcher vor allem durch die Tatsache bedingt war, dass die neue Regierung ein Amtsenthebungsverfahren veranlassen wollte. Diesem wollte Musharraf wohl zuvorkommen. Der sich im Vorfeld der Präsidentschaftsneuwahlen verstärkende Machtkampf zwischen der PPP und der PML-N führte am 25. August 2008 zum Bruch der Regierungskoalition, so dass beide Parteien mit einem eigenen Präsidentschaftskandidaten antraten. Ursache des Zerwürfnisses waren Meinungsverschiedenheiten über die genauen Modalitäten der Wiedereinsetzung der unter Musharraf entlassenen Richter des Obersten Gerichtshofes. Anders als die PPP forderte die PML-N eine bedingungslose Wiedereinsetzung der Juristen.
Die Anwälte gaben ihre Forderungen, die einst gegen Musharraf gerichtet waren, nach dessen Rücktritt nicht auf. Von der neu gewählten Regierung unter Präsident Asif Ali Zardari verlangten sie u. a. die Wiedereinsetzung des Obersten Richters Chaudhry sowie Rechtsstaatlichkeit und Unabhängigkeit der Justiz in Pakistan. Aber Zardari verweigerte die Wiedereinsetzung des Obersten Richters Chaudhry. Er befürchtete, Chaudhry könnte ein Amnestiegesetz für verfassungswidrig erklären, das ihm im Herbst 2007 trotz Korruptionsklagen eine straffreie Rückkehr in die Heimat ermöglicht hatte.
Infolgedessen starteten die Anwälte in Pakistan eine neue Welle friedlichen Protests mit Demonstrationen, Hungerstreiks, Presseerklärungen, Statements und Boykott der Gerichte. Ab dem 12. März 2009 begaben sich die pakistanischen Anwälte ausgehend von der Hafenstadt Karatschi auf einen „Langen Marsch“ durch ganz Pakistan in Richtung Islamabad, wo am 16. März 2009 ein „Sit-in“ (Sitzblockade) vor dem Parlamentsgebäude stattfinden sollte. Dieser Protest der Anwälte wurde durch die von Nawaz Sharif geführte Partei PML-N und anderen Oppositionsparteien unterstützt.
Die Regierung verhängte ein Versammlungsverbot in drei der vier Provinzen Pakistans. Hunderte Führer der politischen Parteien und der Anwälte wurden inhaftiert und alle Straßen in Richtung der Hauptstadt durch Straßenblockaden gesperrt. Es kam auch zu heftigen Auseinandersetzungen zwischen der Polizei und den Protestierenden. Der lange Marsch setzte sich aber fort. Den protestierenden, und Nawaz Scharif gelang schließlich die Blockaden zu brechen und auf dem Weg nach Islamabad zu machen. Einige Stunden später erklärte schließlich am 16. März 2009 der Premierminister Yousuf Raza Gilani in einer Fernsehansprache, dass die Regierung Chaudhry und die anderen abgesetzten Richter in ihre Ämter wieder einsetze werde. Der von der Regierung eingesetzte Oberste Richter würde in den Ruhestand gehen.

### Zweite Amtszeit als oberster Richter (2009–2013)
Am 21. März 2009 nahm Chaudhry als oberster Richter wieder seine Tätigkeit auf. Bald darauf forderte er den Premierminister Gilani auf, die Schweiz um internationale Rechtshilfe wegen vermuteten Bestechungsgeldern auf Bankkonten von Angehörigen der Familie Zardari-Bhutto zu ersuchen. Da sich Gilani unter Berufung auf die Immunität des amtierenden Präsidenten Zardari weigerte diesem Ersuchen nachzukommen, wurde er am 26. April 2012 wegen Missachtung der gerichtlichen Anordnung vom Obersten Gerichtshof verurteilt. Es war das erste Mal, dass ein pakistanischer Premierminister während seiner Amtszeit verurteilt wurde. Am 19. Juni 2012 musste Gilardi von seinem Amt zurücktreten, weil das Gericht ihn als amtsunfähig erklärte, da er rechtskräftig verurteilt worden sei. Der Umgang des Obersten Gerichtshofes mit der pakistanischen Regierung führte allerdings zu verstärkter Kritik der Anwälte und der Juristen. So verkündete Asma Jahangir, Präsidentin der Anwaltskammer und Mitbegründerin der pakistanischen Menschenrechtskommission: „Wir wollen eine starke, keine mächtige Justiz.“
Auf den 11. Dezember 2013, einen Tag vor seinem 65. Geburtstag, trat Iftikhar Mohammad Chaudhry als Präsident des Obersten Gerichtshofes wegen Erreichung des Rentenalters von seinem Amt zurück. Er wurde als oberster Richter von Tassaduq Hussain Jillani abgelöst.

## Auszeichnungen
- 2007: Harvard Law School Medal of Freedom[7]